# Куспий Фад
Куспий Фад (на латински: Cuspius Fadus) е политик и сенатор на Римската империя през 1 век. Той е първият прокуратор на Рим в провинция Юдея между 44 и 46 г.

## Биография
Произлиза от италийската фамилия Куспии от Пергамон.
Между 41 и 44 г. Юдея е васална държава, управлявана от цар Ирод Агрипа I. След неговата смърт император Клавдий решава да възобнови отново римската провинция. Към Юдея, Идумея, Самария той присъединява още Галилея и Перея. Той издава заповед провинцията да се управлява не от префект, а от прокуратор. Куспий Фад става първият прокуратор на Юдея. Според заповедта на Клавдий той трябва да поеме отново пазенето на еврейските свещени дрехи, които са били дадени на евреите през 37 г. от тогавашния сирийски легат Луций Вителий. Куспий Фад поръчва свещениците и благородниците при себе си, за да им съобщи нареждането на императора. Заради очакваните протести в Иерусалим пристига сирийският легат Гай Касий Лонгин с голяма войска. Двамата разрешават на евреите да изпратят делегация до Клавдий, която успява да остави дрехите в техни ръце.
По време на службата си Куспий Фад успява да контролира територията чрез военна намеса. Според Йосиф Флавий той успява да залови и екзекутира през 45 г. обявилия се за месия Теудас.
През 46 г. Куспий Фад е сменен от новия прокуратор Тиберий Юлий Александър (син).